# Aarid Maql Saab
Aarid Maql Saab este un munte din nordul Libanului. Are o altitudine de 1462 de metri.